# Dactylosaurus gracilis
Il dattilosauro (Dactylosaurus gracilis) è un rettile acquatico estinto, appartenente ai saurotterigi. Visse nel Triassico inferiore/medio (Olenekiano/Anisico, circa 246 - 244 milioni di anni fa) e i suoi resti fossili sono stati ritrovati in Europa (Polonia, Germania, Paesi Bassi).

## Descrizione
Questo animale era di piccole dimensioni, e non doveva raggiungere la lunghezza di 20 centimetri. Dactylosaurus era molto simile ad altri animali ben noti, come Neusticosaurus, ma se ne distingueva per alcune caratteristiche primitive. Le ossa nasali si congiungevano per una notevole lunghezza. Erano presenti 17 vertebre cervicali, e le costole cervicali erano dotate di processi anteriori. I centri vertebrali dorsali erano leggermente rigonfi. Le prezigapofisi assomigliavano a profondi solchi in vista laterale, e permettevano alle postzigapofisi della vertebra precedente di incastrarsi in modo tale da consentire un'articolazione su un piano trasverso, che riduceva la possibilità di movimento laterale dell'animale. Le costole dorsali, al contrario di quelle di Neusticosaurus, non erano ispessite (non vi era pachiostosi), mentre il cinto pettorale ricordava quello di Neusticosaurus. Ulna e radio erano piuttosto gracili. 

## Classificazione
Dactylosaurus gracilis venne descritto per la prima volta nel 1884 da Guerich, sulla base della metà anteriore di uno scheletro, rinvenuto nella zona di Gogolin, in Polonia. Un'altra specie attribuita allo stesso genere, D. schroederi, venne descritta nel 1928 da Franz Nopcsa, ma attualmente è considerata conspecifica con D. gracilis. L'olotipo di quest'ultima è probabilmente un giovane (Rieppel e Kebang, 1995), anche se il grado di ossificazione delle ossa è paragonabile a quello di esemplari adulti di forme simili, come Neusticosaurus. Altri resti di Dactylosaurus sono stati ritrovati in Germania e nei Paesi Bassi (Winterswijk). Nel 2012 sono stati ritrovati numerosi resti disarticolati nella zona di Röt (Polonia), in strati del Triassico inferiore (Kowal-Linka e Bodzioch, 2012a; Kowal-Linka e Bodzioch, 2012b).
Dactylosaurus è considerato un rappresentante piuttosto primitivo dei pachipleurosauri, un gruppo di rettili acquatici di piccole dimensioni, caratteristici del Triassico. Dactylosaurus, insieme ad altre forme analoghe come Anarosaurus, sembrerebbe essere una forma di transizione tra le forme ancestrali rinvenute in Cina (come Hanosaurus e Keichousaurus) e le forme più evolute rinvenute nell'Arco Alpino (Odoiporosaurus, Serpianosaurus e Neusticosaurus).

## Paleobiologia
Uno studio del 2018 indica che nelle ossa lunghe di alcuni esemplari di Dactylosaurus e Anarosaurus erano presenti sottili fibre orientate perpendicolarmente, assenti invece nei pachipleurosauri dell'Arco Alpino. Ciò potrebbe essere legato a un inizio precoce di locomozione attiva o alla viviparità (Klein e Griebeler, 2018).